# Ас

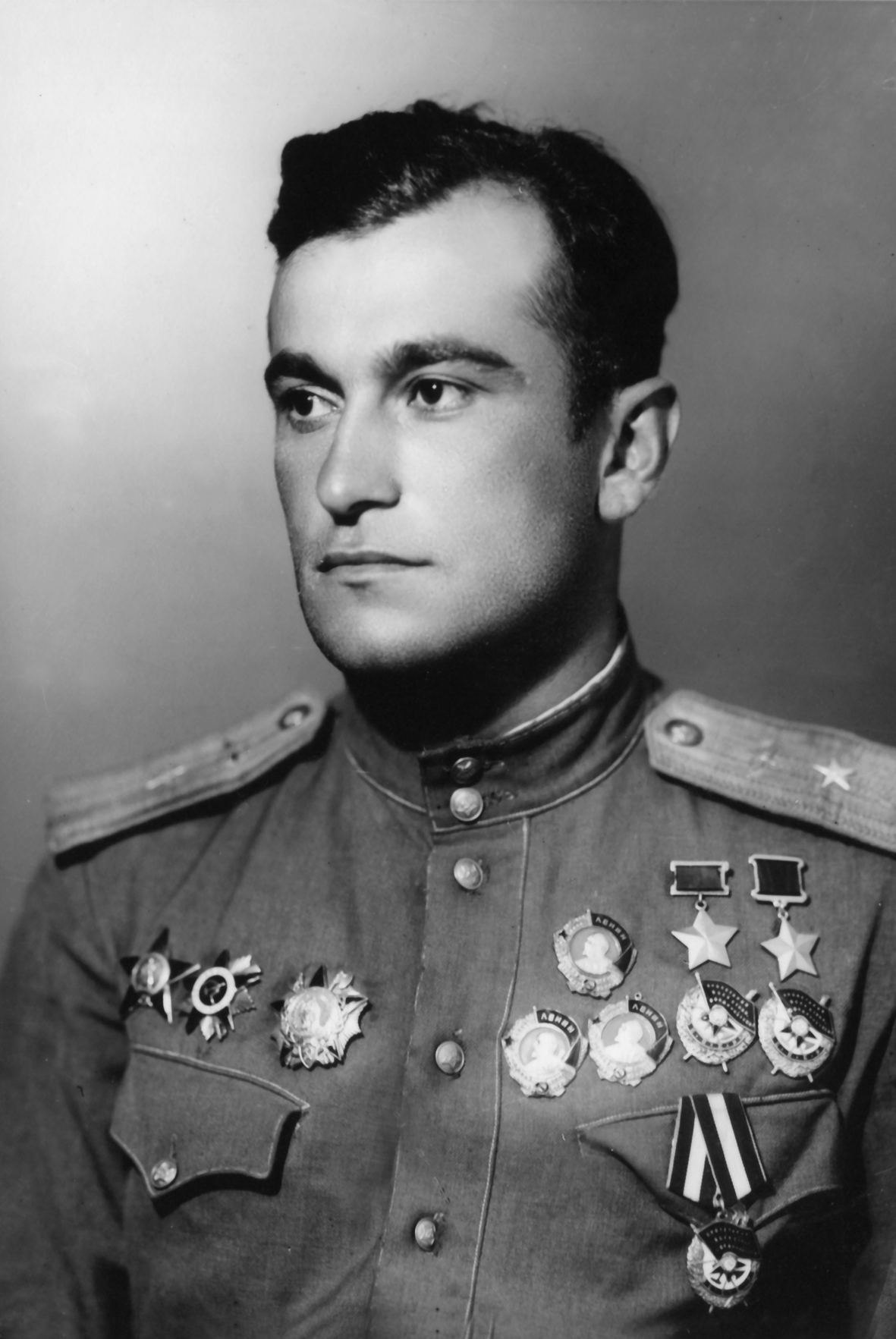
Амет-Хан Султан — національний герой кримськотатарського народу. Радянський льотчик-ас, учасник Другої світової війни.

Іван Кожедуб — український радянський військовий діяч, льотчик-винищувач, найрезультативніший ас у авіації Антигітлерівської коаліції за весь час Другої світової війни.

Ас (фр. as — туз; в переносному розумінні — вмілий, сміливий) — майстер повітряного бою. Часом слово вживається і для означення будь-якого висококласного спеціаліста.
У першу світову війну асом називали льотчика, який збив 5 (для льотчиків Антанти та союзників) та 7 (для льотчиків Четверного Союзу та союзників) і більше літаків противника.
Найбільше літаків за історію авіації під час Другої світової збив німецький пілот Еріх Гартманн — 352.
Найрезультативнішими українцями-асами у Другій Світовій були:
- Іван Кожедуб (найкращий ас не тільки ВПС СРСР, а й Антигітлерівської коаліції): 330 бойових вильотів, збив 64 німецьких і 2 американських літаки;

- кримський татарин Амет-Хан Султан (ВПС СРСР) — 603 бойових вильотів, збив 30 літаків особисто і 19 у групових боях;